# Società Scientifica di Nutrizione Vegetariana
La Società Scientifica di Nutrizione Vegetariana - SSNV, organizzazione non-profit, rappresenta la prima società scientifica in Italia che si occupa di alimentazione a base vegetale. È stata fondata nel 2000 a Milano ed è costituita da professionisti, studiosi e ricercatori nel campo della nutrizione (medici,  biologi, dietisti) e di altri settori tra cui la giurisprudenza. Il suo obiettivo è quello di diffondere e sostenere le diete vegetariane e in particolare la nutrizione 100% vegetale (vegana) e i suoi principi culturali e scientifici.

## Attività
Le principali attività di SSNV sono:
- La ricerca e il sostegno di studi scientifici concernenti i vantaggi per l'ambiente, la natura e la salute umana della nutrizione vegetariana.
- La sensibilizzazione di istituzioni, professionisti e comuni cittadini sulla validità nutrizionale dell'alimentazione vegetariana, anche tramite la promozione e l'organizzazione di attività culturali, editoriali e sul web.
- La pubblicazione di libri in lingua italiana e la produzione di opuscoli[2] e pieghevoli informativi in collaborazione con la casa editrice non profit AgireOra Edizioni.
- L'organizzazione di conferenze e presentazioni in tutta Italia, anche nelle scuole.
- Partecipazione a trasmissioni radiofoniche e televisive ed interviste a quotidiani e periodici.
- L'organizzazione di lezioni di cucina dimostrative e laboratori per addetti alla ristorazione e nelle scuole alberghiere.
- L'informazione on-line, attraverso i propri siti. L'associazione offre anche un servizio di "Risposte degli esperti" ai lettori.
- La pubblicazione on line dei Quaderni di Scienza Vegetariana, una raccolta di articoli redatti con lo scopo di divulgare al pubblico generale e ai professionisti della nutrizione i più recenti studi scientifici inerenti alla nutrizione plant-based.

## PiattoVeg
SSNV ha stilato delle linee guida per una sana alimentazione denominate "PiattoVeg" (precedentemente VegPyramid). Si tratta di indicazioni e suggerimenti per impostare un'alimentazione ottimale basata sui cibi vegetali, per chi vuole utilizzare l'alimentazione come mezzo per occuparsi in prima persona della propria salute: come prevenzione contro le malattie croniche, e per ottenere benessere quotidiano e salute.